# Angraecum pungens
Espèce
Synonymes
- Angraecopsis pungens (Schltr.) R.Rice[1]
- Angraecum arthrophyllum (Kraenzl.) Schltr.[1]
- Mystacidium arthrophyllum Kraenzl.[1]

Statut de conservation UICN

 VU B2ab(i,ii,iii,iv,v) : Vulnérable
Angraecum pungens est une espèce d'orchidées d'Afrique appartenant à la famille des Orchidaceae. On l'appelle aussi Pectinariella pungens. Les forêts humides et les forêts denses tropicales constituent l'habitat favorable à leur croissance. Cette plante est vulnérable selon la liste rouge de l'UICN à cause de la déforestation qui reste le principal facteur de perte de son habitation. On le trouve au Cameroun, en Guinée équatoriale, au Nigeria et en République démocratique du Congo.

## Utilité
Cette plante sert de plante d'intérieur et d'ornement botanique grâce à ses fleurs.

## Synonymes
Angraecum pungens a plusieurs synonymes : 
- Angraecopsis pungens (Schltr.) R.Rice[1]
- Angraecum arthrophyllum (Kraenzl.) Schltr.[1]
- Mystacidium arthrophyllum Kraenzl.[1]